# Вільям М. Бейрд
Вільям Мартин Бейрд — американський пресвітеріанський місіонер, засновник університету Сунсіль в Кореї.
Бейрд народився в штаті Індіана 16 червня 1862 року. Він здобув освіту в Гановерському коледжі (ступінь бакалавра в 1885 році, доктор філософії в 1903, доктор богослов'я в 1913 році). Також навчався в духовній семінарії Маккорміка, яку закінчив в 1888 році. Менш ніж через два місяці після одруження з Енні Адамс (18 грудня 1890), Бейрд відплив до Кореї для місіонерської роботи. В Корею він прибув в 1891 році. Його перша місія мала місце у Пусані у вересні того ж року.
Починаючи з класу «Саранбан» в Пхеньяні в 1897 році, зусилля Бейрда переросли в Школу Сунсіль в 1900 році і, врешті-решт, у вищий навчальний заклад, перші учні якого випустились у 1908 році. Бейрд помер у 1931 році. На його честь названо зал Бейрд на кампусі університету Сунсіль. Біля цієї будівлі розташований бронзовий бюст Вільяма Бейрда.

Бронзовий бюст Вільяма Бейрда

## Архівні колекції
Пресвітеріанське історичне товариство у Філадельфії, штат Пенсільванія, має колекцію щоденників та кореспонденції [Архівовано 15 травня 2014 у Wayback Machine.] доктора Вільяма Бейрда, які, зокрема, свідчать про його перші роки місіонерства в Кореї та смерть його першої дружини Енні Лорі Бейрд у 1916 році.
Товариство також має колекцію статей Сімейства Бейрдів [Архівовано 15 травня 2014 у Wayback Machine.], яка складається з листування та фотографій доктора Бейрда, його брата Річарда та його дружини Анни.